# Vapa, Sjenica
Vapa (izvirno srbsko Вапа) je naselje v Srbiji, ki upravno spada pod Občino Sjenica; slednja pa je del Zlatiborskega upravnega okraja.

## Demografija
V naselju živi 172 polnoletnih prebivalcev, pri čemer je njihova povprečna starost 39,3 let (38,7 pri moških in 39,9 pri ženskah). Naselje ima 56 gospodinjstev, pri čemer je povprečno število članov na gospodinjstvo 4,11.
Prebivalstvo je večinoma nehomogeno, a v času zadnjih treh popisov je opazno zmanjšanje števila prebivalcev.
|  |

| Demografija | Demografija     | Demografija     |
| Leto        | Št. prebivalcev | Št. prebivalcev |
| ----------- | --------------- | --------------- |
|             |                 |                 |
|             |                 |                 |
|             |                 |                 |
|             |                 |                 |
| 1948        | 513             |                 |
| 1953        | 562             |                 |
| 1961        | 480             |                 |
| 1971        | 360             |                 |
| 1981        | 309             |                 |
| 1991        | 268             | 264             |
| 2002        | 270             | 230             |
|             |                 |                 |

| Etnična sestava po popisu iz leta 2002 | Etnična sestava po popisu iz leta 2002 | Etnična sestava po popisu iz leta 2002 | Etnična sestava po popisu iz leta 2002 | Etnična sestava po popisu iz leta 2002 |
| -------------------------------------- | -------------------------------------- | -------------------------------------- | -------------------------------------- | -------------------------------------- |
| Bošnjaki                               | Bošnjaki                               |                                        | 115                                    | 50,0%                                  |
| Srbi                                   | Srbi                                   |                                        | 110                                    | 47,82%                                 |
| Muslimani                              | Muslimani                              |                                        | 5                                      | 2,17%                                  |
| Neznano                                | Neznano                                |                                        | 0                                      | 0,0%                                   |